# Улица Видус (Рига)
Улица Ви́дус (латыш. Vidus iela — «Средняя») — улица в исторической части Риги, в так называемом «тихом центре». Начинается от улицы Аусекля, пролегает в восточном направлении и заканчивается перекрёстком с улицей Рупниецибас. Административно относится к Северному району города.
Общая длина улицы Видус составляет 178 метров. На всём протяжении имеется асфальтовое покрытие, движение одностороннее (в направлении улицы Аусекля). Общественный транспорт по улице Видус не курсирует. Средняя ширина проезжей части — 7 метров.

## История
Улица Видус впервые упоминается в 1861 году под названием 1-я Средняя улица (нем. 1. Mittelstrasse), при этом 2-й Средней улицей именовалась нынешняя улица Веру. С 1885 года было утверждено официальное название Средняя улица (нем. Mittelstrasse, латыш. Vidus iela); с установлением независимости Латвии латышский вариант названия стал основным. В годы немецкой оккупации была переименована в Freikorpusstraße (латыш. Brīvkorpusa iela, рус. улица Свободного (Добровольческого) Корпуса). С 1944 года восстановлено название Видус, которое более не изменялось.

## Застройка
- Дом № 3 — бывший доходный дом Р. Хойзермана (1909, архитектор Фридрих Зейберлих). Памятник архитектуры регионального значения[4].
- Дом № 4 — бывший доходный дом (1909, архитектор Эрнест Поле). Памятник архитектуры регионального значения[5].
- Дом № 5 — современный жилой комплекс «Charlotte Residence» (2014, архитектурное бюро Palast Architekts)[6].
- Дом № 6 — бывший доходный дом (1934—1935, архитектор Теодор Хермановский[латыш.]).
- Дом № 11 — бывший доходный дом (1909, архитектор Константин Пекшенс). Памятник архитектуры регионального значения[7].
- Памятниками архитектуры являются также угловые дома при пересечении с улицами Аусекля, Виландес и Рупниецибас, относящиеся к этим улицам.

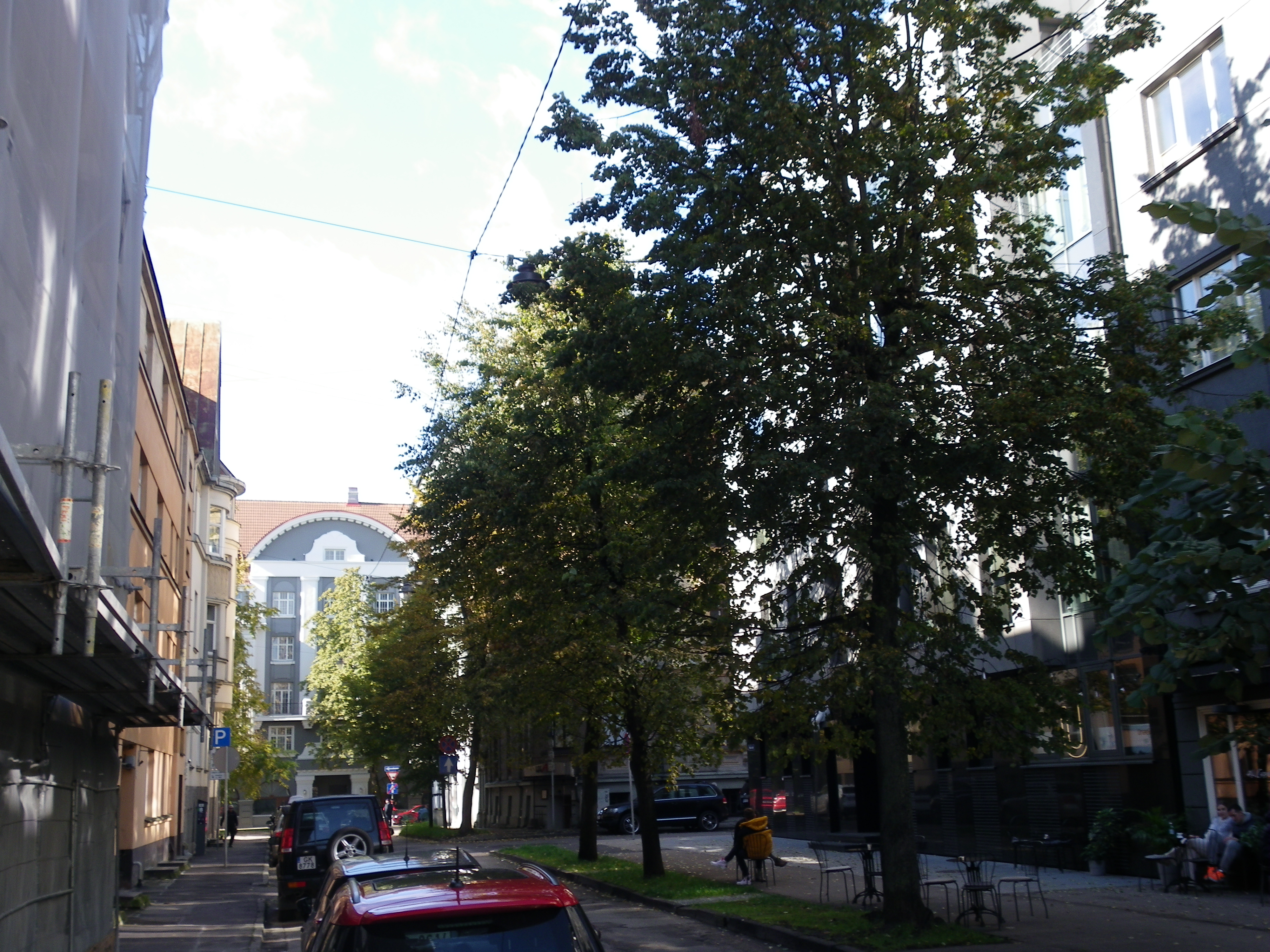
Вид в сторону ул. Аусекля
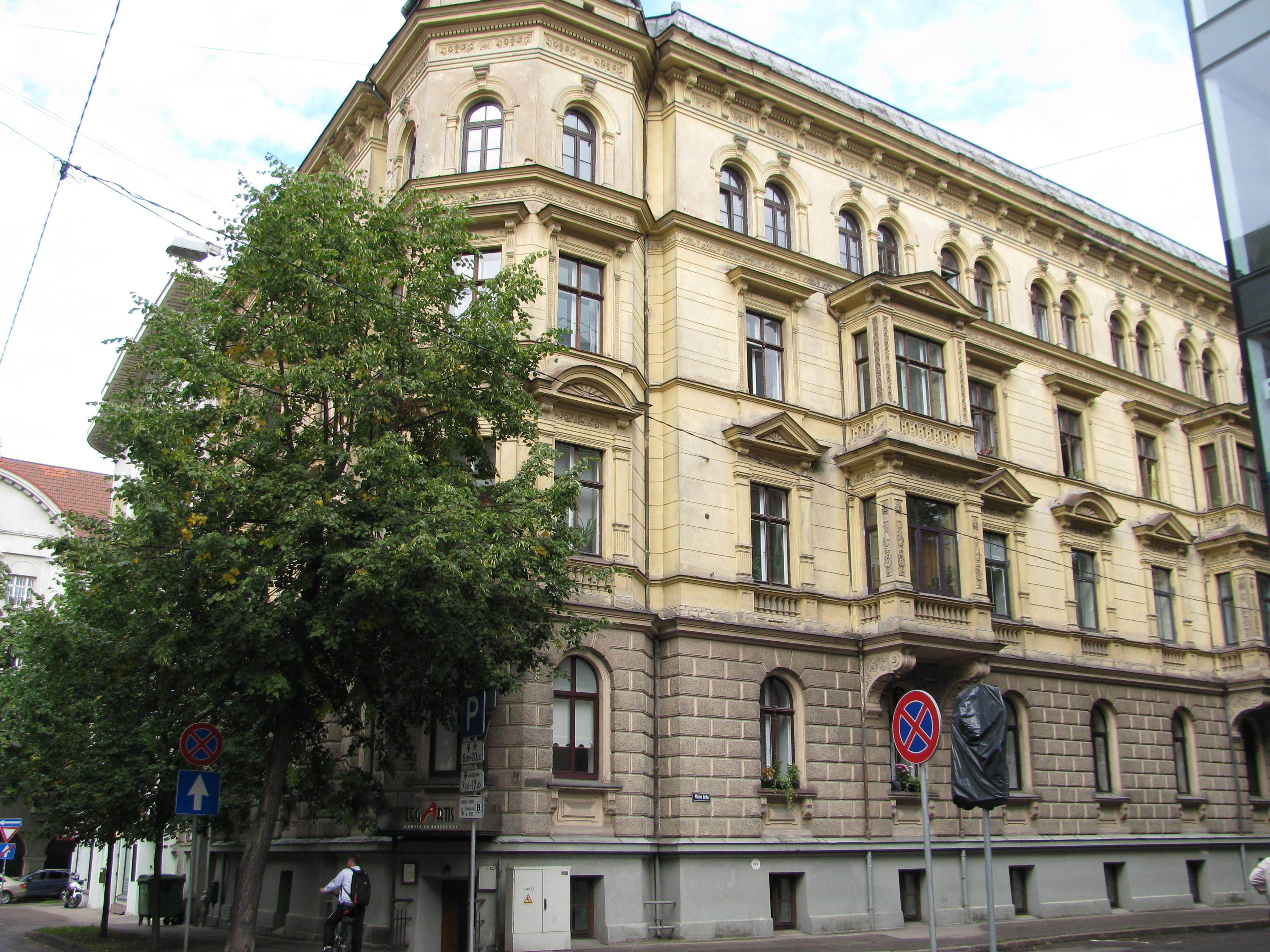
Дом № 3
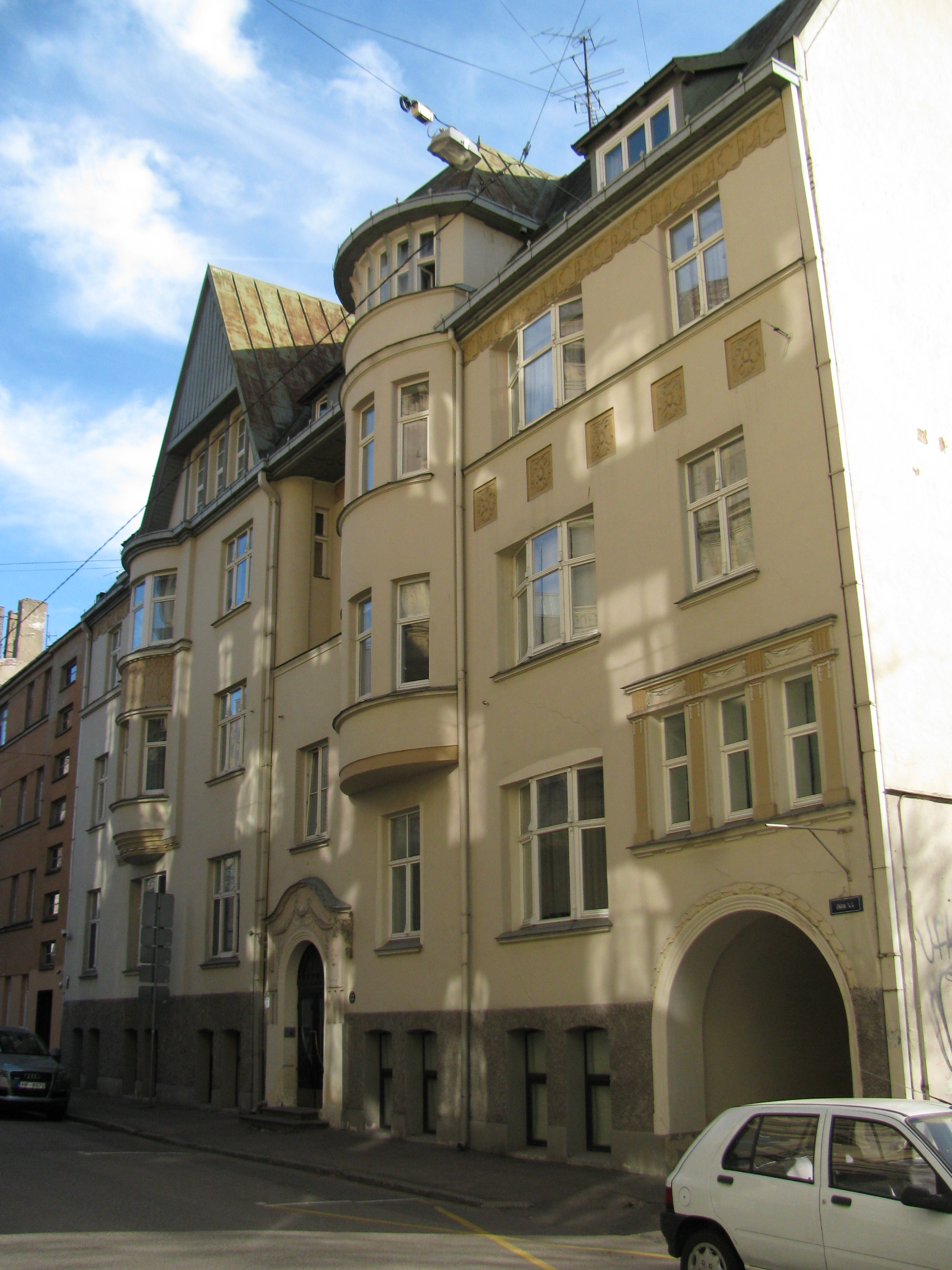
Дом № 4
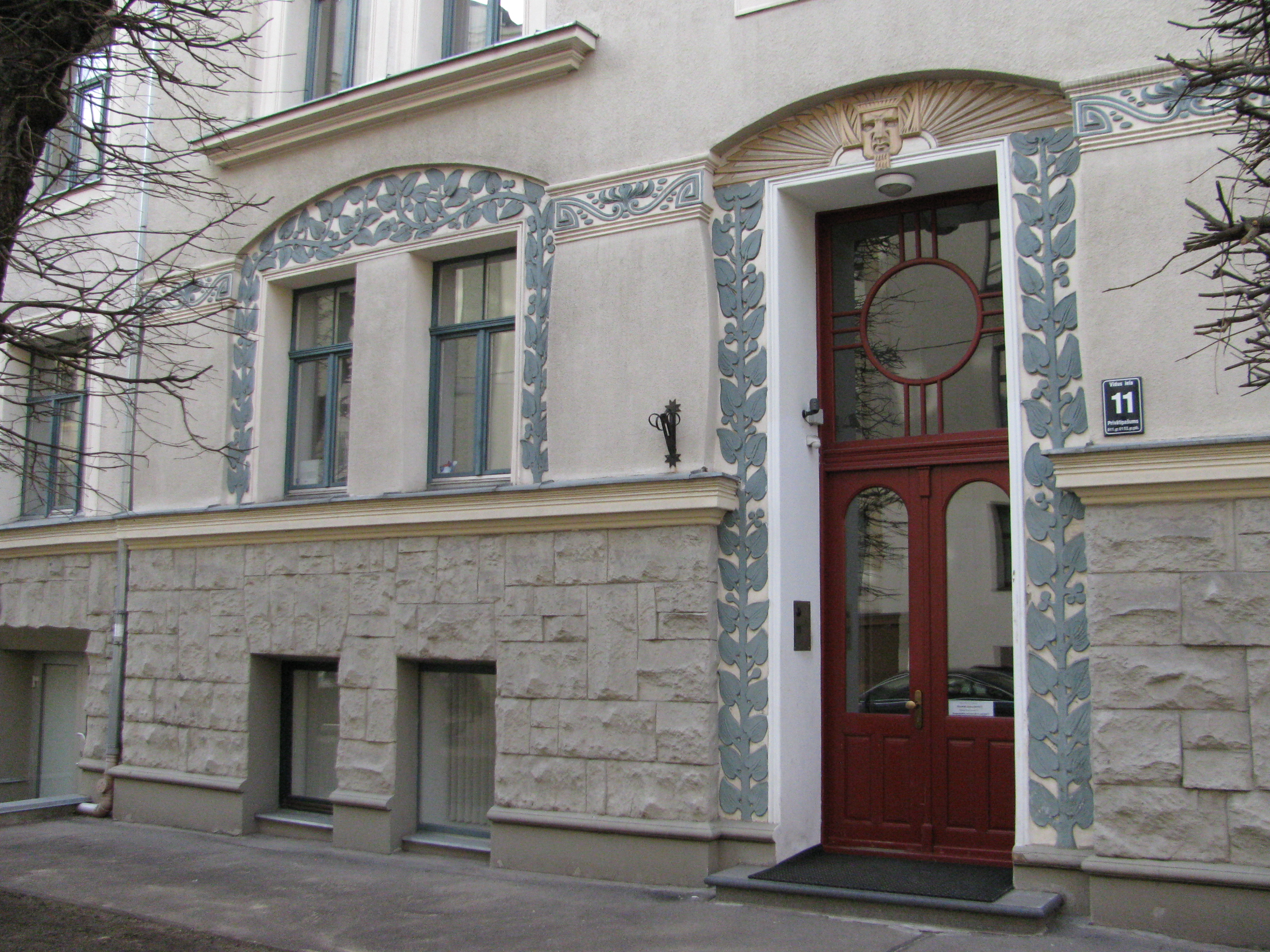
Дом № 11
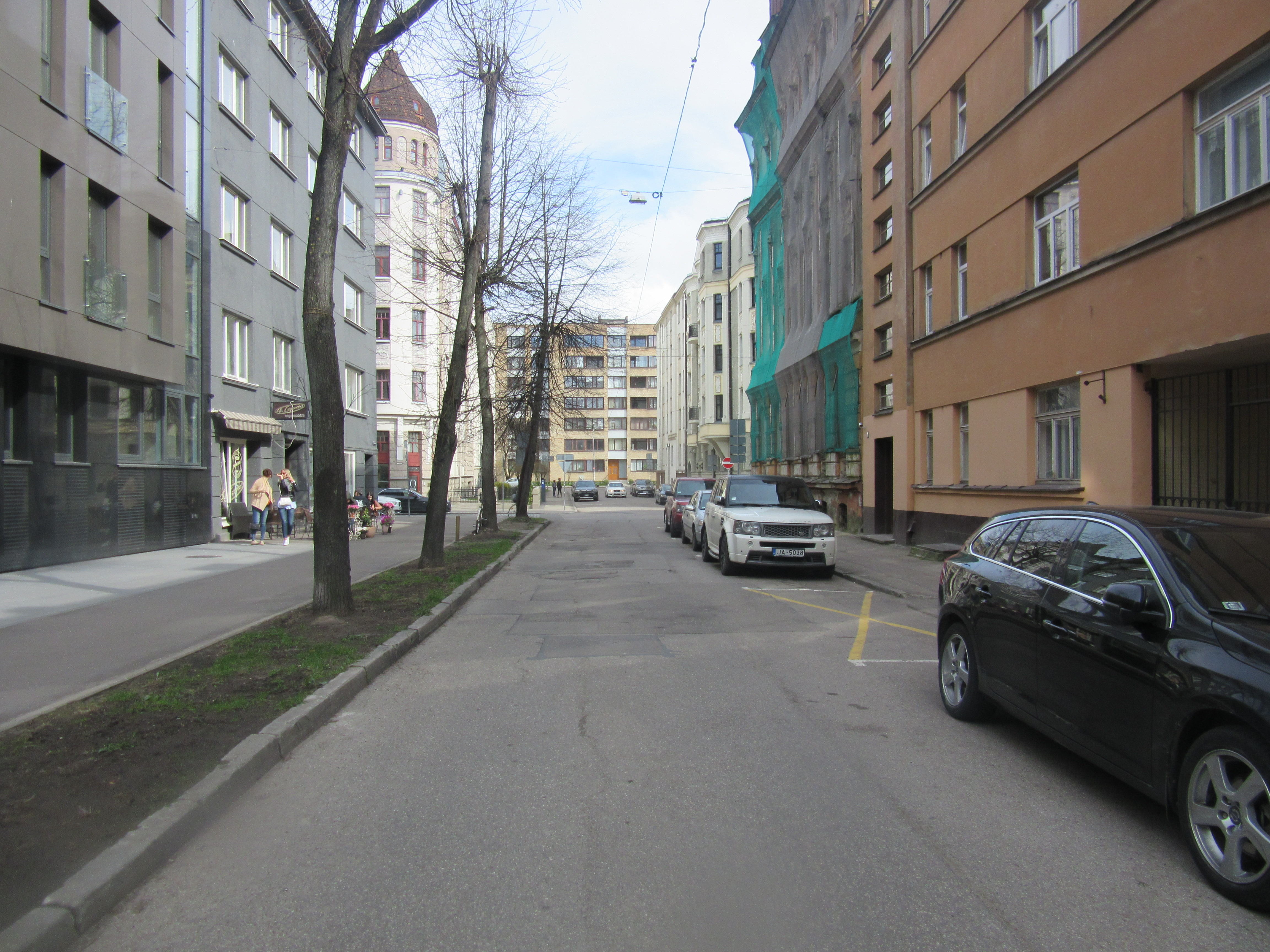
Вид в сторону ул. Рупниецибас
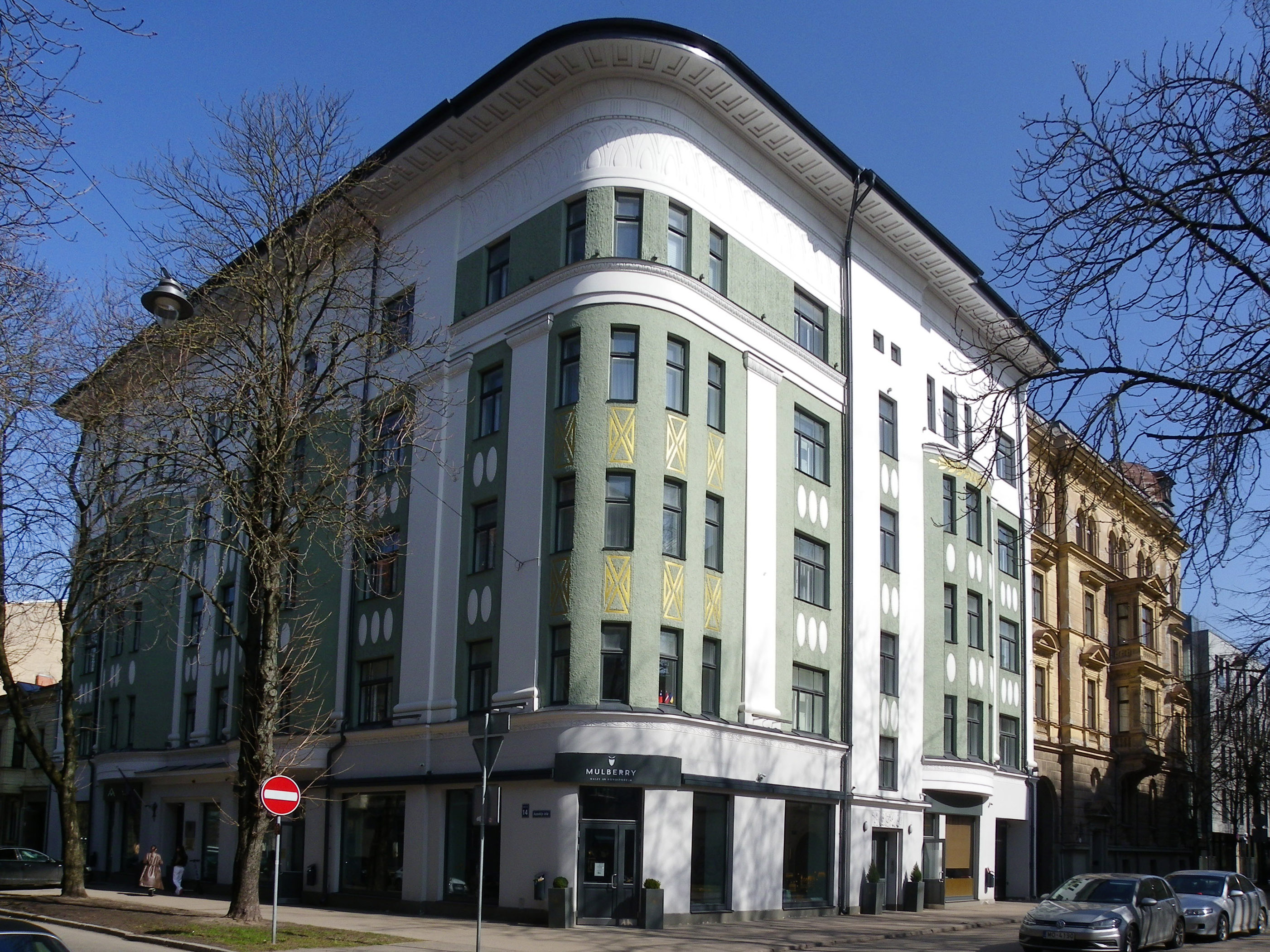
Улица Аусекля, 14
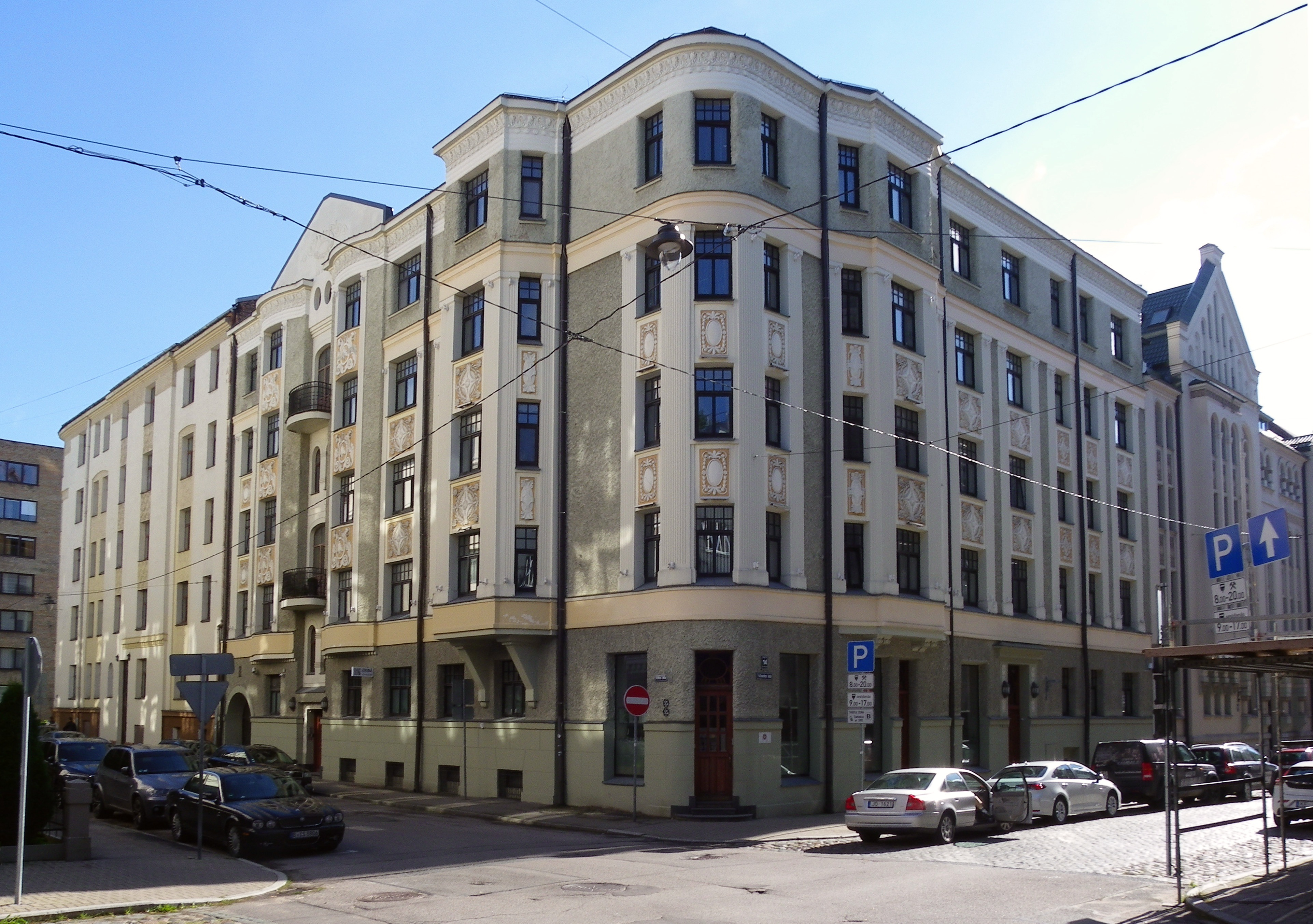
Улица Виландес, 14
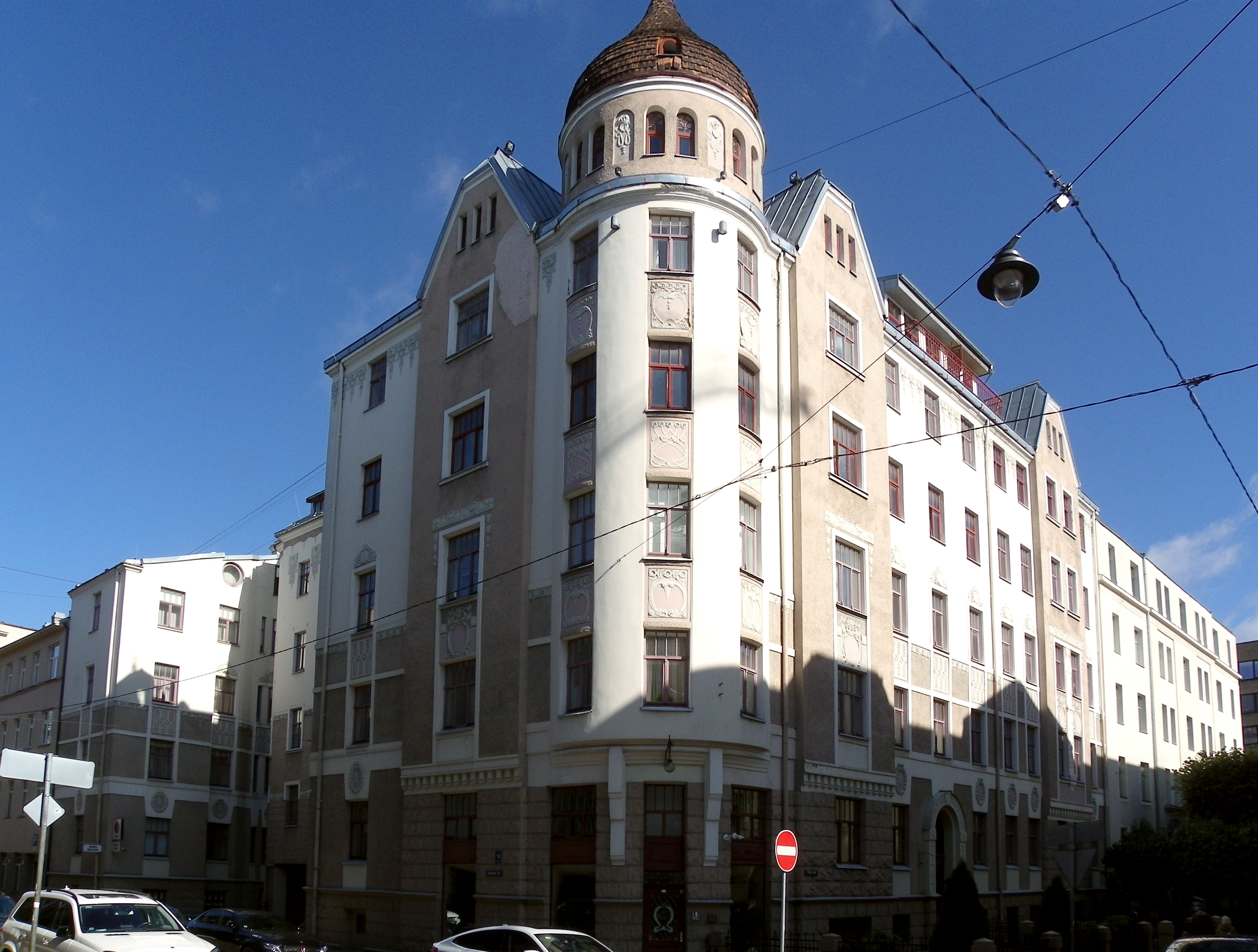
Улица Виландес, 16
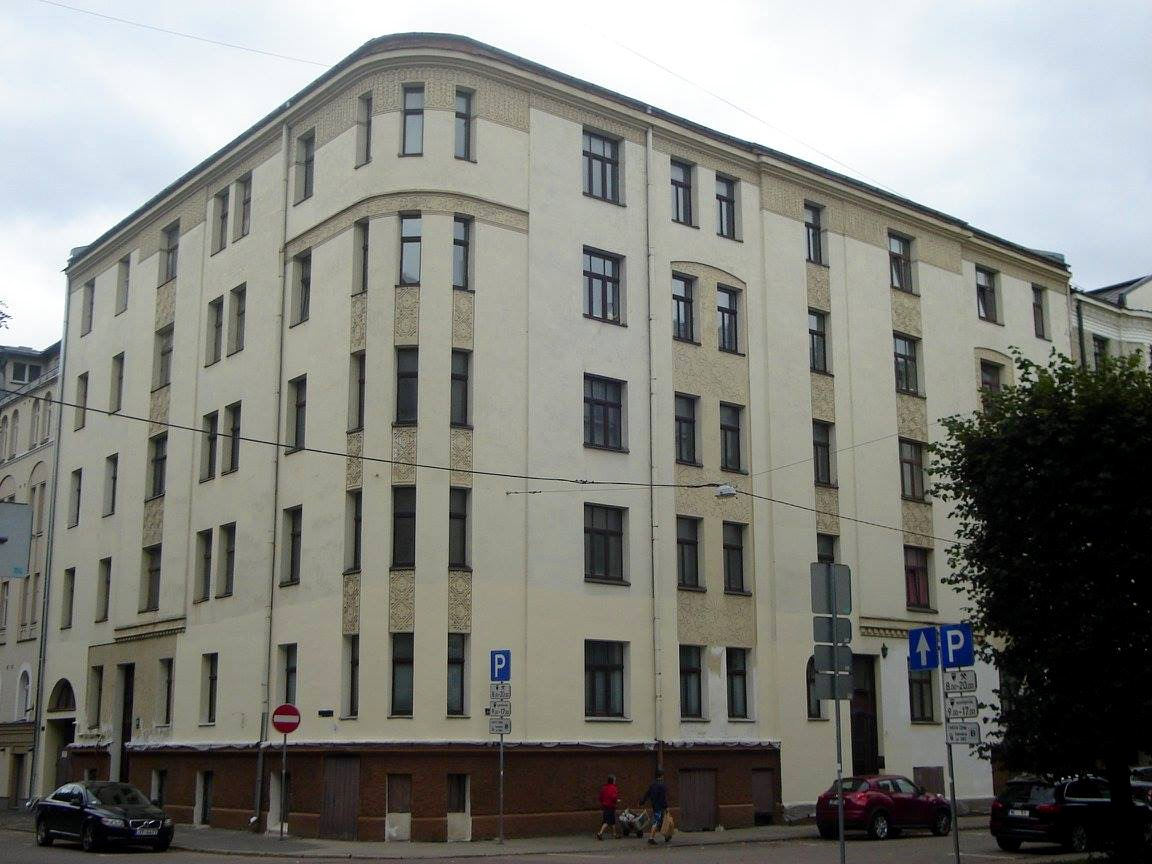
Улица Рупниецибас, 13

## Прилегающие улицы
Улица Видус пересекается со следующими улицами:
- улица Аусекля
- улица Веру
- улица Виландес
- улица Рупниецибас